# Острицька сільська рада
Острицька сільська́ ра́да — колишній орган місцевого самоврядування Острицької сільської громади в Герцаївському районі Чернівецької області. Адміністративний центр — село Остриця.

## Населені пункти
Сільській раді підпорядковані населені пункти:
- с. Остриця

## Склад ради
Рада складається з 20 депутатів та голови.
- Голова ради: Цуркан Василь Георгійович
- Секретар ради: Григоршиця Домніка Григорівна

### Керівний склад попередніх скликань
| Прізвище, ім'я, по батькові | Основні відомості                                                 | Дата обрання | Дата звільнення |
| --------------------------- | ----------------------------------------------------------------- | ------------ | --------------- |
| Цуркан Василь Георгійович   | Сільський голова, 1960 року народження, освіта вища, безпартійний | 26.03.2006   | 31.10.2010      |
| Цуркан Василь Георгійович   | Сільський голова, 1960 року народження, освіта вища, безпартійний | 31.10.2010   |                 |

Примітка: таблиця складена за даними сайту Верховної Ради України

### Депутати
За результатами місцевих виборів 2010 року депутатами ради стали:

#### За суб'єктами висування
| Суб'єкт висування                 | Кількість обраних депутатів | %  |
| --------------------------------- | --------------------------- | -- |
| Самовисування                     | 17                          | 85 |
| Політична партія «Сильна Україна» | 2                           | 10 |
| Партія регіонів                   | 1                           | 5  |

#### За округами
| № округу                          | Прізвище, ім'я, по батькові    | Дата визнання обраним | Освіта             | Партійна приналежність                  | Відомості про обраного депутата                                                            |
| --------------------------------- | ------------------------------ | --------------------- | ------------------ | --------------------------------------- | ------------------------------------------------------------------------------------------ |
| Партія регіонів                   |                                |                       |                    |                                         |                                                                                            |
| 11                                | Чорней Віктор Іванович         | 03.11.2010            | вища               | позапартійний                           | тимчасово не працює                                                                        |
| Політична партія «Сильна Україна» |                                |                       |                    |                                         |                                                                                            |
| 7                                 | Георгіян Домніка Василівна     | 03.11.2010            | середня            | позапартійна                            | приватний підприємець                                                                      |
| 9                                 | Попович Андрій Дмитрович       | 03.11.2010            | вища               | позапартійний                           | Чернівецький національний університет ім. Ю. Федьковича, студент                           |
| Самовисування                     |                                |                       |                    |                                         |                                                                                            |
| 1                                 | Кіцак Степан Іванович          | 03.11.2010            | середня            | позапартійний                           | приватний підприємець                                                                      |
| 2                                 | Дубець Георгій Васильович      | 03.11.2010            | середня            | позапартійний                           | ПМК-76, водій                                                                              |
| 3                                 | Попович Василь Флорович        | 03.11.2010            | середня спеціальна | позапартійний                           | тимчасово не працює                                                                        |
| 4                                 | Тодерян Іван Тодорович         | 03.11.2010            | середня            | позапартійний                           | Острицька сільська рада, інженер-землевпорядник                                            |
| 5                                 | Мігаєсі Ігор Іванович          | 03.11.2010            | вища               | позапартійний                           | ПП з іноземними інвестиціями «Земі-Транс», комерційний директор                            |
| 6                                 | Кришмару Костянтин Іванович    | 03.11.2010            | середня спеціальна | позапартійний                           | Глибоцький об'єднаний районний військовий комісаріат, заступник начальника                 |
| 8                                 | Гостюк Лаврентій Віорелович    | 03.11.2010            | вища               | член Партії Зелених України             | тимчасово не працює                                                                        |
| 10                                | Гоштюк Марія Георгіївна        | 03.11.2010            | середня            | позапартійна                            | Острицька сільськарада, секретар                                                           |
| 12                                | Ніколаєвич Віорел Васильович   | 03.11.2010            | середня            | позапартійний                           | тимчасово не працює                                                                        |
| 13                                | Григоршиця Домініка Григорівна | 29.05.2013            | середня спеціальна | позапартійна                            | Острицька ЗОШ I–III cn/, секретар-друкар                                                   |
| 14                                | Гіба Паунел Іванович           | 03.11.2010            | середня спеціальна | позапартійний                           | приватний підприємець                                                                      |
| 15                                | Сорока Василь Георгійович      | 03.11.2010            | середня спеціальна | позапартійний                           | тимчасово не працює                                                                        |
| 16                                | Каланча Степан Вікторович      | 03.11.2010            | вища               | позапартійний                           | Чернівецький національний університет ім. Ю. Федьковича, асистент філологічного факультету |
| 17                                | Чорней Іван Васильович         | 03.11.2010            | вища               | позапартійний                           | тимчасово не працює                                                                        |
| 18                                | Паладян Степан Васильович      | 03.11.2010            | середня            | член Політичної партії «Сильна Україна» | приватний підприємець                                                                      |
| 19                                | Тодерян Іван Георгійович       | 03.11.2010            | вища               | позапартійний                           | приватний підприємець                                                                      |
| 20                                | Сопрович Василь Іванович       | 03.11.2010            | середня            | позапартійний                           | приватний підприємець                                                                      |